# Sólyom András
Sólyom András (Budapest, 1951. június 9. –) film- és tv-rendező.

## Életpályája
1975–1979 között a Színház- és Filmművészeti Főiskola film- és tévérendező szakos hallgatója; mestere Fábri Zoltán és Gábor Pál volt. 1979–1992 között a Magyar Televízió rendezője volt. 1992-től a Média-Box vezetője.

## Filmjei
- Nemlétezik történetek (1979)
- Zuárd (1980)
- Szerepek egy mozihoz (1980)
- Nagyvárosi kanyarok (1981)
- Szegény Dzsoni és Árnika (1983)
- Karel Capek novellái (1984)
- Az ördögmagiszter (1985)[1]
- Doktor Minorka Vidor nagy napja (1986)
- Bolyongás (1988-1991)
- Videóvilág (1988-1992)
- Napóleon (1989)
- Hangok a Blokádból (1990)
- Bíró Yvette filmkultúrája (1990)
- Tengerpart, alkony, kis postahivatal (1991)
- Mozimagazin (1991-)
- Temetés (1992)
- Tv Borisz és Video Misa (1992)
- Főszerepben Fehér György (1993)
- Foto Pozsony (1994)
- Széljegyzetek Casanovához (1993)
- Érzékek iskolája (1995)
- Ágy, asztal, tévé (1997)
- Pannon töredék (1997)
- Tükör (1999)
- Kismalac nagy története (2000)
- Közellenség (2001)
- Konfesszió (2001)
- André de Toth - a rendezők rendezője (2003)
- Kádár János utolsó beszéde (2006)
- Poggyászunk, Kádár János (2006)
- 56 villanás (2007)
- Dr. Németh Antal színháza (2008)
- Albert Györgyi emlékfilm (2008)
- A Kádár-korszak utolsó évtizede (2009)
- A Kádár-korszak demokratikus ellenzéke (2009)
- Kádár János életrajza (2012)

## Hangjátékok
- Szegény Dzsoni és Árnika (1981)
- Prücsök (1986)
- Az elcserélt fejek (1988)
- A homok asszonya (1990)